# 石川県道167号布橋出合線
石川県道167号布橋出合線（いしかわけんどう167ごう ぬのはしであいせん）は石川県小松市と同県白山市とを結ぶ一般県道（石川県道）である。

## 概要
- 起点：石川県小松市布橋町ハ28番1地先（＝国道416号交点）
- 終点：石川県白山市出合町乙69番1地先（＝国道360号交点）

国道と国道を繋ぐ路線であるが、山間部路線のため道幅は狭い。国道416号から左にそれ、郷谷川を渡り狭い住宅地を抜けると両側2車線（片側1車線）となるが、市境付近で再び狭くなる。市境の光谷トンネル（光谷越）を抜け白山市に入り、国道360号付近になると再び短区間ではあるが両側2車線（片側1車線）になっている。

## 歴史
- 1960年（昭和35年）10月15日：路線認定。

## 接続路線
- 国道416号（小松市布橋町：起点）
- 国道360号（白山市出合町：終点）

## 冬期閉鎖区間
- 小松市池城町 - 小松・白山市境 - 白山市出合町 6.4km
  - 概ね12月下旬から翌年4月下旬まで閉鎖される。

## 通過する自治体
- 石川県
  - 小松市 - 白山市

## 周辺
- 道の駅一向一揆の里
- 白山市立鳥越一向一揆歴史館
- 大日川
- 出合川